# Total błękit
Total błękit – drugi singel Natalii Nykiel z 2017 roku, promujący jej drugi album studyjny Discordia. Utwór skomponowała sama wokalistka we współpracy z Michałem „Fox” Królem, a tekst piosenki napisała Maria Peszek.

## Premiera i wykonania na żywo
Kompozycja została premierowo zaprezentowana przez wokalistkę 5 listopada 2017 w programie The Voice of Poland, emitowanym na kanale TVP2. Piosenka wykonywanana była również w ramach trasy koncertowej „Total Tour (2017)”.

## Teledysk
4 listopada 2017 odbyła się premiera teledysku do piosenki. Obecnie (styczeń 2019) teledysk do „Total błękit” zanotował w serwisie YouTube ponad 3 miliony wyświetleń.
- Reżyseria: Łukasz Zabłocki
- Operator: Kajetan Plis
- Montaż: Nikodem Chabior
- Stylizacja: Iwona Łęczycka
- Make Up: Kasia Sobura
- Włosy: Kasia Kajdan
- Produkcja: Klaudia Chełchowska

## Notowania

### Pozycje na radiowych listach przebojów
| Kraj   | Lista (2017)          | Najwyższa pozycja |
| ------ | --------------------- | ----------------- |
| Polska | Radio Szczecin (SLiP) | 40                |